# فرناندو كاستانييدا
فرناندو كاستانييدا (بالإسبانية: Fernando Castaneda)‏ مواليد 8 يناير 1989 في ولاية أغواسكالينتس، المكسيك، هو ملاكم محترف مكسيكي يصنف ضمن فئة وزن الوسط.

## إحصائيات
خاض خلال مسيرته 33 نزالا، فاز في 23 ولم يتعادل وخسر في 10. فاز بالضربة القاضية في 14 نزالا.

## روابط خارجية
- فرناندو كاستانييدا على موقع بوكس ريك (الإنجليزية) (registration required)